# SK Bystřice nad Pernštejnem
SK Bystřice nad Pernštejnem (celým názvem: Sportovní klub Bystřice nad Pernštejnem) je český sportovní klub, který sídlí v Bystřici nad Pernštejnem v Kraji Vysočina. Založen byl v roce 1936 pod názvem SK Bystřice nad Pernštejnem, ke kterému se vrátil v roce 1991. V roce 2012 se fotbalovému oddílu povedlo vyhrát Přebor Kraje Vysočina a postoupit tím do Moravsko-Slezské Divize, kterou opustil po sezoně 2016/17. Své domácí zápasy odehrává na stadionu v ulici Dr. Veselého s kapacitou 1 000 diváků. Klubové barvy jsou červená, bílá a černá.
Mimo fotbalový oddíl má sportovní klub i jiné oddíly, mj. oddíl atletiky.

## Historické názvy
Zdroj: 
- 1936 – SK Bystřice nad Pernštejnem (Sportovní klub Bystřice nad Pernštejnem)
- 195? – TJ Bystřice nad Pernštejnem (Tělovýchovná jednota Bystřice nad Pernštejnem)
- TJ Dynamo Bystřice nad Pernštejnem (Tělovýchovná jednota Dynamo Bystřice nad Pernštejnem)
- TJ Baník Bystřice nad Pernštejnem (Tělovýchovná jednota Baník Bystřice nad Pernštejnem)
- 1991 – SK Bystřice nad Pernštejnem (Sportovní klub Bystřice nad Pernštejnem)

## Umístění v jednotlivých sezonách (fotbal „áčko“)
Stručný přehled
Zdroj: 
- 1962–1965: Okresní přebor Žďárska
- 1965–1969: I. B třída Jihomoravské oblasti – sk. A
- 1969–1970: I. B třída Jihomoravské župy – sk. A
- 1970–1971: I. A třída Jihomoravské župy – sk. A
- 1971–1972: I. B třída Jihomoravské župy – sk. A
- 1972–1979: I. B třída Jihomoravského kraje – sk. A
- 1979–1981: Okresní přebor Žďárska
- 1981–1983: I. B třída Jihomoravského kraje – sk. B
- 1983–1988: Okresní přebor Žďárska
- 1988–1990: I. B třída Jihomoravského kraje – sk. B
- 1990–1991: I. A třída Jihomoravského kraje – sk. A
- 1991–1992: Jihomoravský župní přebor
- 1992–1993: I. A třída Jihomoravské župy – sk. A
- 1993–1997: Jihomoravský župní přebor
- 1997–2002: I. A třída Jihomoravské župy – sk. A
- 2002–2012: Přebor Kraje Vysočina
- 2012–2017: Divize D
- 2017–2019: Přebor Kraje Vysočina
- 2019–2023 : Divize D
- 2023– : Přebor Kraje Vysočina

Jednotlivé ročníky
Zdroj: 
Legenda: Z - zápasy, V - výhry, R - remízy, P - porážky, VG - vstřelené góly, OG - obdržené góly, +/- - rozdíl skóre, B - body, červené podbarvení - sestup, zelené podbarvení - postup, fialové podbarvení - reorganizace, změna skupiny či soutěže
| Československo (1962 – 1993) |                                         |        |    |     |     |     |     |     |     |    |        |
| Sezóny                       | Liga                                    | Úroveň | Z  | V   | R   | P   | VG  | OG  | +/− | B  | Pozice |
| 1962/63                      | Okresní přebor Žďárska                  | 6      | 18 | 7   | 1   | 10  | 47  | 74  | −27 | 15 | 7.     |
| 1963/64                      | Okresní přebor Žďárska                  | 6      | 18 | ... | ... | ... | ... | ... | ... |    |        |
| 1964/65                      | Okresní přebor Žďárska                  | 6      | 18 | 14  | 2   | 2   | 73  | 21  | +52 | 30 | 1.     |
| 1965/66                      | I. B třída Jihomoravské oblasti – sk. A | 6      | 22 | ... | ... | ... | ... | ... | ... |    |        |
| 1966/67                      | I. B třída Jihomoravské oblasti – sk. A | 6      | 22 | 9   | 5   | 8   | 46  | 34  | +12 | 23 | 5.     |
| 1967/68                      | I. B třída Jihomoravské oblasti – sk. A | 6      | 26 | ... | ... | ... | ... | ... | ... |    |        |
| 1968/69                      | I. B třída Jihomoravské oblasti – sk. A | 6      | 26 | ... | ... | ... | ... | ... | ... |    |        |
| 1969/70                      | I. B třída Jihomoravské župy – sk. A    | 7      | 26 | 20  | 3   | 3   | 87  | 31  | +56 | 43 | 1.     |
| 1970/71                      | I. A třída Jihomoravské župy – sk. A    | 6      | 26 | ... | ... | ... | ... | ... | ... | 9  | 14.    |
| 1971/72                      | I. B třída Jihomoravské župy – sk. A    | 7      | 26 | ... | ... | ... | ... | ... | ... |    | 5.     |
| 1972/73                      | I. B třída Jihomoravského kraje – sk. A | 7      | 26 | ... | ... | ... | ... | ... | ... |    | 3.     |
| 1973/74                      | I. B třída Jihomoravského kraje – sk. A | 7      | 26 | ... | ... | ... | ... | ... | ... |    | 2.     |
| 1974/75                      | I. B třída Jihomoravského kraje – sk. A | 7      | 26 | ... | ... | ... | ... | ... | ... |    |        |
| 1975/76                      | I. B třída Jihomoravského kraje – sk. A | 7      | 26 | ... | ... | ... | ... | ... | ... |    |        |
| 1976/77                      | I. B třída Jihomoravského kraje – sk. A | 7      | 26 | ... | ... | ... | ... | ... | ... |    | 10.    |
| 1977/78                      | I. B třída Jihomoravského kraje – sk. A | 6      | 26 | ... | ... | ... | ... | ... | ... |    |        |
| 1978/79                      | I. B třída Jihomoravského kraje – sk. A | 6      | 26 | 9   | 1   | 16  | 37  | 50  | −13 | 19 | 11.    |
| 1979/80                      | Okresní přebor Žďárska                  | 7      | 26 | 16  | 5   | 5   | 66  | 38  | +28 | 37 | 2.     |
| 1980/81                      | Okresní přebor Žďárska                  | 7      | 26 | ... | ... | ... | ... | ... | ... |    |        |
| 1981/82                      | I. B třída Jihomoravského kraje – sk. B | 7      | 26 | ... | ... | ... | ... | ... | ... |    |        |
| 1982/83                      | I. B třída Jihomoravského kraje – sk. B | 7      | 26 | ... | ... | ... | ... | ... | ... |    |        |
| 1983/84                      | Okresní přebor Žďárska                  | 7      | 22 | ... | ... | ... | ... | ... | ... |    |        |
| 1984/85                      | Okresní přebor Žďárska                  | 7      | 22 | ... | ... | ... | ... | ... | ... |    |        |
| 1985/86                      | Okresní přebor Žďárska                  | 7      | 22 | 4   | 7   | 11  | 34  | 47  | −13 | 15 | 10.    |
| 1986/87                      | Okresní přebor Žďárska                  | 8      | 22 | 12  | 3   | 7   | 47  | 40  | +7  | 27 | 4.     |
| 1987/88                      | Okresní přebor Žďárska                  | 8      | 22 | ... | ... | ... | ... | ... | ... |    | 1.     |
| 1988/89                      | I. B třída Jihomoravského kraje – sk. B | 7      | 26 | ... | ... | ... | ... | ... | ... |    | 7.     |
| 1989/90                      | I. B třída Jihomoravského kraje – sk. B | 7      | 26 | ... | ... | ... | ... | ... | ... |    | 1.     |
| 1990/91                      | I. A třída Jihomoravského kraje – sk. A | 6      | 26 | ... | ... | ... | ... | ... | ... |    | 7.     |
| 1991/92                      | Jihomoravský župní přebor               | 5      | 26 | 7   | 7   | 12  | 28  | 39  | −11 | 21 | 12.    |
| 1992/93                      | I. A třída Jihomoravské župy – sk. A    | 6      | 26 | 15  | 7   | 4   | 50  | 30  | +20 | 37 | 1.     |
| Česko (1993 – )              |                                         |        |    |     |     |     |     |     |     |    |        |
| Sezóny                       | Liga                                    | Úroveň | Z  | V   | R   | P   | VG  | OG  | +/− | B  | Pozice |
| 1993/94                      | Jihomoravský župní přebor               | 5      | 30 | 8   | 7   | 15  | 43  | 55  | −12 | 23 | 15.    |
| 1994/95                      | Jihomoravský župní přebor               | 5      | 30 | 10  | 5   | 15  | 35  | 53  | −18 | 35 | 12.    |
| 1995/96                      | Jihomoravský župní přebor               | 5      | 30 | 8   | 6   | 16  | 41  | 71  | −30 | 30 | 14.    |
| 1996/97                      | Jihomoravský župní přebor               | 5      | 30 | 6   | 6   | 18  | 27  | 65  | −38 | 24 | 16.    |
| 1997/98                      | I. A třída Jihomoravské župy – sk. A    | 6      | 26 | 11  | 5   | 10  | 49  | 40  | +9  | 38 | 5.     |
| 1998/99                      | I. A třída Jihomoravské župy – sk. A    | 6      | 26 | 10  | 6   | 10  | 39  | 40  | −1  | 36 | 9.     |
| 1999/00                      | I. A třída Jihomoravské župy – sk. A    | 6      | 26 | 13  | 4   | 9   | 47  | 39  | +8  | 43 | 3.     |
| 2000/01                      | I. A třída Jihomoravské župy – sk. A    | 6      | 26 | 10  | 6   | 10  | 51  | 43  | +8  | 36 | 7.     |
| 2001/02                      | I. A třída Jihomoravské župy – sk. A    | 6      | 26 | 11  | 7   | 8   | 36  | 31  | +5  | 40 | 6.     |
| 2002/03                      | Přebor Kraje Vysočina                   | 5      | 26 | 18  | 5   | 3   | 65  | 27  | +38 | 59 | 2.     |
| 2003/04                      | Přebor Kraje Vysočina                   | 5      | 26 | 12  | 6   | 8   | 39  | 35  | +4  | 42 | 2.     |
| 2004/05                      | Přebor Kraje Vysočina                   | 5      | 26 | 15  | 5   | 6   | 53  | 32  | +21 | 50 | 2.     |
| 2005/06                      | Přebor Kraje Vysočina                   | 5      | 26 | 12  | 5   | 9   | 54  | 50  | +4  | 41 | 5.     |
| 2006/07                      | Přebor Kraje Vysočina                   | 5      | 26 | 15  | 4   | 7   | 59  | 31  | +28 | 49 | 2.     |
| 2007/08                      | Přebor Kraje Vysočina                   | 5      | 30 | 16  | 7   | 7   | 65  | 44  | +21 | 55 | 3.     |
| 2008/09                      | Přebor Kraje Vysočina                   | 5      | 30 | 16  | 8   | 6   | 64  | 42  | +22 | 56 | 2.     |
| 2009/10                      | Přebor Kraje Vysočina                   | 5      | 30 | 13  | 3   | 14  | 57  | 50  | +7  | 42 | 9.     |
| 2010/11                      | Přebor Kraje Vysočina                   | 5      | 30 | 20  | 6   | 4   | 71  | 22  | +49 | 66 | 2.     |
| 2011/12                      | Přebor Kraje Vysočina                   | 5      | 30 | 20  | 5   | 5   | 71  | 31  | +40 | 65 | 1.     |
| 2012/13                      | Divize D                                | 4      | 28 | 8   | 9   | 11  | 47  | 56  | −12 | 33 | 13.    |
| 2013/14                      | Divize D                                | 4      | 30 | 11  | 6   | 13  | 40  | 48  | −8  | 39 | 7.     |
| 2014/15                      | Divize D                                | 4      | 30 | 10  | 10  | 10  | 47  | 45  | +2  | 40 | 7.     |
| 2015/16                      | Divize D                                | 4      | 30 | 8   | 10  | 12  | 49  | 59  | −10 | 34 | 14.    |
| 2016/17                      | Divize D                                | 4      | 30 | 8   | 7   | 15  | 46  | 68  | −22 | 31 | 15.    |
| 2017/18                      | Přebor Kraje Vysočina                   | 5      | 26 | 19  | 4   | 3   | 68  | 32  | +36 | 61 | 2.     |
| 2018/19                      | Přebor Kraje Vysočina                   | 5      | 26 | 20  | 1   | 5   | 68  | 30  | +38 | 61 | 1.     |
| ** 2019/20                   | Divize D                                | 4      | 13 | 4   | 4   | 5   | 22  | 28  | -6  | 16 | 8.     |
| ** 2020/21                   | Divize D                                | 4      | 10 | 3   | 1   | 6   | 15  | 24  | -9  | 10 | 11.    |
| 2021/22                      | Divize D                                | 4      | 26 | 8   | 5   | 13  | 30  | 67  | -37 | 29 | 10.    |
| 2022/23                      | Divize D                                | 4      | 26 | 3   | 2   | 21  | 27  | 68  | -51 | 11 | 14.    |
| 2023/24                      | Přebor Kraje Vysočina                   | 5      | 26 | 8   | 5   | 13  | 36  | 44  | -8  | 29 | 9.     |
| 2024/25                      | Přebor Kraje Vysočina                   | 5      | 26 | 9   | 3   | 14  | 36  | 50  | -14 | 30 | 11.    |

Poznámky:
- 1978/79: Po sezoně proběhla reorganizace krajských soutěží.[14]

**= sezona předčasně ukončena z důvodu pandemie covidu-19

## SK Bystřice nad Pernštejnem „B“ (fotbal)
SK Bystřice nad Pernštejnem „B“ je rezervním týmem Bystřice nad Pernštejnem, který do sezony 2015/16 nastupoval v I. B třídě Kraje Vysočina – sk. B (7. nejvyšší soutěž). Od této doby nastupuje pouze v okresních soutěžích.

### Umístění v jednotlivých sezonách
Stručný přehled
Zdroj: 
- 1966–1967: Okresní soutěž Žďárska
- 1970–1971: Okresní soutěž Žďárska
- 1980–1982: Okresní soutěž Žďárska
- 1983–1985: Okresní soutěž Žďárska – sk. B
- 1992–1993: Okresní přebor Žďárska
- 1995–1996: Okresní přebor Žďárska
- 2005–2006: Základní třída Žďárska
- 2006–2007: Okresní soutěž Žďárska
- 2007–2011: Okresní přebor Žďárska
- 2011–2016: I. B třída Kraje Vysočina – sk. B
- 2016– : Okresní přebor Žďárska

Jednotlivé ročníky
Zdroj: 
Legenda: Z - zápasy, V - výhry, R - remízy, P - porážky, VG - vstřelené góly, OG - obdržené góly, +/- - rozdíl skóre, B - body, červené podbarvení - sestup, zelené podbarvení - postup, fialové podbarvení - reorganizace, změna skupiny či soutěže
| Československo (1966 – 1993) |                                            |                                            |                                            |                                            |                                            |                                            |                                            |                                            |                                            |                                            |                                            |
| Sezóny                       | Liga                                       | Úroveň                                     | Z                                          | V                                          | R                                          | P                                          | VG                                         | OG                                         | +/-                                        | B                                          | Pozice                                     |
| 1966/67                      | Okresní soutěž Žďárska                     | 8                                          | 18                                         | 11                                         | 4                                          | 3                                          | 48                                         | 30                                         | +18                                        | 26                                         | 2.                                         |
| ...                          |                                            |                                            |                                            |                                            |                                            |                                            |                                            |                                            |                                            |                                            |                                            |
| 1970/71                      | Okresní soutěž Žďárska                     | 9                                          | 26                                         | 21                                         | 2                                          | 3                                          | 96                                         | 28                                         | +68                                        | 44                                         | 1.                                         |
| ...                          |                                            |                                            |                                            |                                            |                                            |                                            |                                            |                                            |                                            |                                            |                                            |
| 1980/81                      | Okresní soutěž Žďárska                     | 8                                          | 26                                         | 10                                         | 6                                          | 10                                         | 49                                         | 51                                         | −2                                         | 26                                         | 9.                                         |
| 1981/82                      | Okresní soutěž Žďárska                     | 9                                          | 26                                         | 7                                          | 6                                          | 13                                         | 47                                         | 73                                         | −26                                        | 20                                         | 13.                                        |
| ...                          |                                            |                                            |                                            |                                            |                                            |                                            |                                            |                                            |                                            |                                            |                                            |
| 1983/84                      | Okresní soutěž Žďárska – sk. B             | 8                                          | 18                                         | 11                                         | 4                                          | 3                                          | 50                                         | 18                                         | +32                                        | 26                                         | 2.                                         |
| 1984/85                      | Okresní soutěž Žďárska – sk. B             | 8                                          | 18                                         | 9                                          | 4                                          | 5                                          | 37                                         | 29                                         | +8                                         | 22                                         | 4.                                         |
| ...                          |                                            |                                            |                                            |                                            |                                            |                                            |                                            |                                            |                                            |                                            |                                            |
| 1992/93                      | Okresní přebor Žďárska                     | 8                                          | 26                                         | 17                                         | 4                                          | 5                                          | 76                                         | 47                                         | +29                                        | 38                                         | 3.                                         |
| Česko (1993 – )              |                                            |                                            |                                            |                                            |                                            |                                            |                                            |                                            |                                            |                                            |                                            |
| Sezóny                       | Liga                                       | Úroveň                                     | Z                                          | V                                          | R                                          | P                                          | VG                                         | OG                                         | +/-                                        | B                                          | Pozice                                     |
| ...                          |                                            |                                            |                                            |                                            |                                            |                                            |                                            |                                            |                                            |                                            |                                            |
| 1995/96                      | Okresní přebor Žďárska                     | 8                                          | 26                                         | 9                                          | 4                                          | 13                                         | 41                                         | 58                                         | −17                                        | 31                                         | 10.                                        |
| ...                          |                                            |                                            |                                            |                                            |                                            |                                            |                                            |                                            |                                            |                                            |                                            |
| 2004/05                      | Mužstvo nebylo přihlášeno v žádné soutěži. | Mužstvo nebylo přihlášeno v žádné soutěži. | Mužstvo nebylo přihlášeno v žádné soutěži. | Mužstvo nebylo přihlášeno v žádné soutěži. | Mužstvo nebylo přihlášeno v žádné soutěži. | Mužstvo nebylo přihlášeno v žádné soutěži. | Mužstvo nebylo přihlášeno v žádné soutěži. | Mužstvo nebylo přihlášeno v žádné soutěži. | Mužstvo nebylo přihlášeno v žádné soutěži. | Mužstvo nebylo přihlášeno v žádné soutěži. | Mužstvo nebylo přihlášeno v žádné soutěži. |
| 2005/06                      | Základní třída Žďárska                     | 10                                         | 22                                         | 18                                         | 3                                          | 1                                          | 100                                        | 23                                         | +77                                        | 57                                         | 1.                                         |
| 2006/07                      | Okresní soutěž Žďárska                     | 9                                          | 26                                         | 21                                         | 3                                          | 2                                          | 91                                         | 41                                         | +50                                        | 66                                         | 1.                                         |
| 2007/08                      | Okresní přebor Žďárska                     | 8                                          | 26                                         | 16                                         | 3                                          | 7                                          | 77                                         | 39                                         | +38                                        | 51                                         | 3.                                         |
| 2008/09                      | Okresní přebor Žďárska                     | 8                                          | 26                                         | 15                                         | 5                                          | 6                                          | 76                                         | 42                                         | +34                                        | 50                                         | 4.                                         |
| 2009/10                      | Okresní přebor Žďárska                     | 8                                          | 26                                         | 10                                         | 4                                          | 12                                         | 69                                         | 68                                         | +1                                         | 34                                         | 10.                                        |
| 2010/11                      | Okresní přebor Žďárska                     | 8                                          | 26                                         | 17                                         | 2                                          | 7                                          | 70                                         | 32                                         | +38                                        | 53                                         | 2.                                         |
| 2011/12                      | I. B třída Kraje Vysočina – sk. B          | 7                                          | 26                                         | 11                                         | 5                                          | 10                                         | 69                                         | 62                                         | +7                                         | 38                                         | 7.                                         |
| 2012/13                      | I. B třída Kraje Vysočina – sk. B          | 7                                          | 26                                         | 14                                         | 4                                          | 8                                          | 66                                         | 49                                         | +17                                        | 46                                         | 5.                                         |
| 2013/14                      | I. B třída Kraje Vysočina – sk. B          | 7                                          | 26                                         | 13                                         | 1                                          | 12                                         | 71                                         | 63                                         | +8                                         | 40                                         | 5.                                         |
| 2014/15                      | I. B třída Kraje Vysočina – sk. B          | 7                                          | 26                                         | 9                                          | 3                                          | 14                                         | 46                                         | 64                                         | −18                                        | 30                                         | 11.                                        |
| 2015/16                      | I. B třída Kraje Vysočina – sk. B          | 7                                          | 26                                         | 7                                          | 3                                          | 16                                         | 54                                         | 72                                         | −18                                        | 24                                         | 12.                                        |
| 2016/17                      | Okresní přebor Žďárska                     | 8                                          | 26                                         | 9                                          | 4                                          | 13                                         | 53                                         | 78                                         | −25                                        | 31                                         | 10.                                        |
| 2017/18                      | Okresní přebor Žďárska                     | 8                                          | 26                                         | 11                                         | 8                                          | 7                                          | 79                                         | 58                                         | +21                                        | 41                                         | 5.                                         |
| 2018/19                      | Okresní přebor Žďárska                     | 8                                          | 26                                         | 10                                         | 3                                          | 13                                         | 57                                         | 67                                         | −10                                        | 33                                         | 9.                                         |
| ** 2019/20                   | Okresní přebor Žďárska                     | 8                                          | 13                                         | 4                                          | 2                                          | 7                                          | 27                                         | 35                                         | −8                                         | 14                                         | 11.                                        |
| ** 2020/21                   | Okresní přebor Žďárska                     | 8                                          | 10                                         | 4                                          | 2                                          | 4                                          | 26                                         | 15                                         | +11                                        | 14                                         | 7.                                         |
| 2021/22                      | Okresní přebor Žďárska                     | 8                                          | 26                                         | 19                                         | 1                                          | 6                                          | 89                                         | 37                                         | +52                                        | 58                                         | 3.                                         |
| 2022/23                      | Okresní přebor Žďárska                     | 8                                          | 20                                         | 14                                         | 2                                          | 4                                          | 92                                         | 32                                         | +60                                        | 44                                         | 2.                                         |
| 2023/24                      | Okresní přebor Žďárska                     | 8                                          | 24                                         | 17                                         | 2                                          | 5                                          | 104                                        | 48                                         | +56                                        | 53                                         | 3.                                         |
| 2024/25                      | Okresní přebor Žďárska                     | 8                                          | 16                                         | 7                                          | 0                                          | 9                                          | 45                                         | 49                                         | −4                                         | 21                                         | 8.                                         |

Poznámky:
- 2010/11: Vítězné mužstvo TJ Družstevník Bory se postupu vzdalo.

**= sezona předčasně ukončena z důvodu pandemie covidu-19